# Бертхолд III (Церинген)
Бертхолд III (на немски: Berthold III von Zähringen, * ок. 1085/1095, † 3 декември 1122, Молсхайм, Елзас) e херцог на Церинген от 1111 г. до 1122 г.

## Биография
Той е първият син на херцог Бертхолд II от Церинген († 1111) и Агнес фон Райнфелден († 1111), дъщеря на геген-крал Рудолф фон Райнфелден († 1080) и втората му съпруга Аделхайд Торинска († 1079).
През 1111 г. Бертхолд III наследява баща си като херцог на Церинген. Още когато баща му е жив, през пролетта на 1111 г. той придружава император Хайнрих V в походите му до Рим. През март 1114 г. присъства на имперско събрание.
През 1120 г. Бертхолд III и брат му Конрад I дават градското право на Фрайбург в Брайсау. Бертхолд III има голяма роля във Вормския конкордат през 1122 г. Той е убит на 19 февруари 1122 г. при разправия с въстаници до град Молсхайм и е погребан в домашния церингски манастир „Св. Петър“ на Шварцвалд при Фрайбург. Той няма деца и е наследен от брат му Конрад I.

## Фамилия
Бертхолд III се жени за София Баварска († ок. 1145), дъщеря на баварския херцог Хайнрих Черния от фамилята Велфи и леля на император Фридрих Барбароса.
Неговата вдовица София се омъжва по-късно за Леополд I Смели († 1129), маркграф на Щирия.